# Charles Gaspard Guillaume de Vintimille du Luc

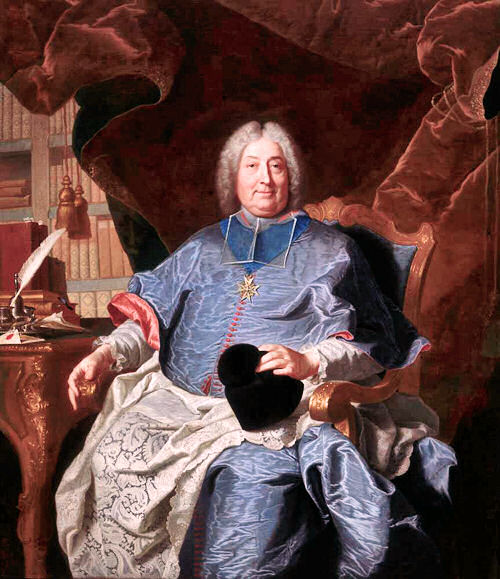
Charles Gaspard Guillaume de Vintimille du Luc, portret door Hyacinthe Rigaud, 1731.

Charles Gaspard Guillaume de Vintimille du Luc (Le Luc, 15 november 1655 - Parijs, 13 maart 1746) was van 1692 tot 1708 bisschop van Marseille, van 1708 tot 1729 aartsbisschop van Aix en van 1729 tot aan zijn dood aartsbisschop van Parijs.

## Levensloop
Charles Gaspard Guillaume de Vintimille du Luc was de jongste zoon van François de Vintimille, heer van Luc, uit diens huwelijk met Anne de Forbin. Zijn vader was maréchal du camp in het koninklijke leger, eerste consul van Aix-en-Provence en viguier van Marseille. Zijn oom Jean de Vintimille du Luc was bisschop van Toulon en een andere oom van hem, Charles-François de Vintimille, was diplomaat en militair.
Hij studeerde theologie in Parijs en werd daarna door zijn oom Jean benoemd tot kanunnik in de kathedraal van Toulon. Op 27 januari 1692 werd hij bisschop van Marseille en op 14 mei 1708 aartsbisschop van Aix. In 1718 werd hij ook benoemd tot prior in Flassans-sur-Issole en Saint-Pierre en Sainte-Catherine du Luc en commendatair abt van het klooster van Saint-Denis in Reims. In 1721 verwierf hij tevens de functie van abt in het klooster van Belleperche, een ambt dat hij vanaf 1723 ook uitoefende in de Dom van Aubrac. Op 10 mei 1729 volgde zijn benoeming tot aartsbisschop van Parijs en op 17 augustus dat jaar trad hij officieel in functie.
Als aartsbisschop voerde hij de strijd aan tegen de jansenisten, wier Nouvelles ecclésiastiques hij in 1732 veroordeelde. Ondanks zijn formele vijandigheid tegen aanhangers van het Port-Royal des Champs, vertrouwde hij de redactie van zijn nieuwe brevier en zijn misboek toe aan liturgisten met openlijk jansenistische sympathieën.
Op 13 maart 1746 overleed hij op negentigjarige leeftijd.
- Bibliothèque nationale de France: cb122485765 (data)
- Gemeinsame Normdatei: 132552736
- International Standard Name Identifier: 0000 0001 2138 7767
- Library of Congress Control Number: nr2005009984
- Nederlandse Thesaurus van Auteursnamen: 154199435
- SNAC: w6724c33
- Système universitaire de documentation: 03122993X
- Virtual International Authority File: 71446581
- WorldCat: E39PBJkT9tCqt7hxHYFMVmth73